# Gazetinha
A Gazetinha foi uma revista carioca que publicava poesias e que recebeu contribuição de textos de Machado de Assis.